# Piz Lavarela
Der Piz Lavarela (auch Lavarela-Spitze, ladinisch Piz de Lavarela; die Schreibung erscheint auch in den Varianten Lavarella, La Varela oder La Varella, 3055 m s.l.m.) ist der nordwestliche Endpunkt des sich nach Südosten erstreckenden Bergmassivs, das sich vom westlich liegenden St. Kassian im Gadertal als gewaltige Felsmauer zeigt und das Tal von der östlich liegenden Fanes trennt. Durch die Lavarelascharte (2885 m) ist der Piz Lavarela von dem etwas höheren Piz Cunturines (3064 m) geschieden. Das gesamte Gebiet gehört zum Naturpark Fanes-Sennes-Prags.

## Anstiege
Der kürzeste Anstieg beginnt an der Capanna Alpina (1726 m) südlich des Piz Cunturines. Von dort steigt man zunächst in nordöstlicher Richtung zum Tadegajoch (Ju da l'Ega, 2157 m), weiter in westliche Richtung zur Lavarelascharte, wo sich die Anstiegswege zum Piz Lavarela und zum Piz Cunturines trennen. Zum Piz Lavarela geht es über Schutt nach Norden empor, dann rechtsseitig auf einem ausgeprägten Band über Geröll und Schrofen zur Gipfelscharte. Von dort erreicht man links über den Grat den Westgipfel (3034 m), auf dem sich das vom Gadertal aus sichtbare Kreuz befindet, oder über einen Felsrücken den weiter östlich liegenden Hauptgipfel, ebenfalls mit Gipfelkreuz.
Das Tadegajoch  kann auch von Osten, von der Fanesalm, erreicht werden. Bei Wahl dieser Anstiegsvariante startet man typischerweise in Pederü, eine Nächtigung in der Lavarella- oder Faneshütte ist möglich.

## Name
Der Bergname hängt wahrscheinlich mit dem im Abteital öfters und in verschiedenen Varianten auftauchenden Flurnamen Lavara zusammen, der aus einer vorrömischen Sprachschicht stammt und möglicherweise Fels oder Stein bedeutet. Demnach wäre der Piz Lavarela – der Zusatz -ela ist ein  Diminutivsuffix – nach einem etwas tiefer gelegenen kleinen Schuttgelände benannt. Die lange Zeit übliche Schreibung La Varella ist inzwischen zu großen Teilen dem der ladinischen Aussprache entsprechenden Lavarela gewichen.
In Peter Anichs Atlas Tyrolensis von 1774 erscheint das Bergmassiv noch als Tamers Kofel, was auf ein Gehöft an dessen Westabstürzen zurückzuführen ist. Der Topograf Johann Jakob Staffler erwähnt in seinem Werk Tirol und Vorarlberg von 1839 erstmals eine kleine und große Varella.